# Olios gentilis
Olios gentilis là một loài nhện trong họ Sparassidae.
Loài này thuộc chi Olios. Olios gentilis được Ferdinand Karsch miêu tả năm 1879.